# Serrasentis lamelliger
Serrasentis lamelliger är en hakmaskart som först beskrevs av Diesing 1854.  Serrasentis lamelliger ingår i släktet Serrasentis och familjen Rhadinorhynchidae. Inga underarter finns listade i Catalogue of Life.